# 그러면 우리는 어땋게 살 것인가?
그러면 우리는 어떻게 살 것인가? ( 원제: How should we then live? )는 프란시스 쉐퍼가 쓴 작품 중 하나이다. 1976년에 쓰여진 저서로 다큐멘터리 10부작을 위해 쓰여진 것이다.  여기서 쉐퍼는 르네상스, 계몽주의와 다윈주의를 공격하였다.  이 저서는 미국 기독교 복음주의 지도자들에 의해 많이 읽혀지고 인용되었는 데, 그 중의 대표적인 인물은 제리 폴웰이다.  

## 구성

### 종교개혁
존 위클리프, 얀 후스, 보헤미아 형제단, 지롤라모 사보나롤라를 소개함과 동시에 마르틴 루터, 장 칼뱅의 기독교 강요의 중요성을 말하였다.